# Macklemore

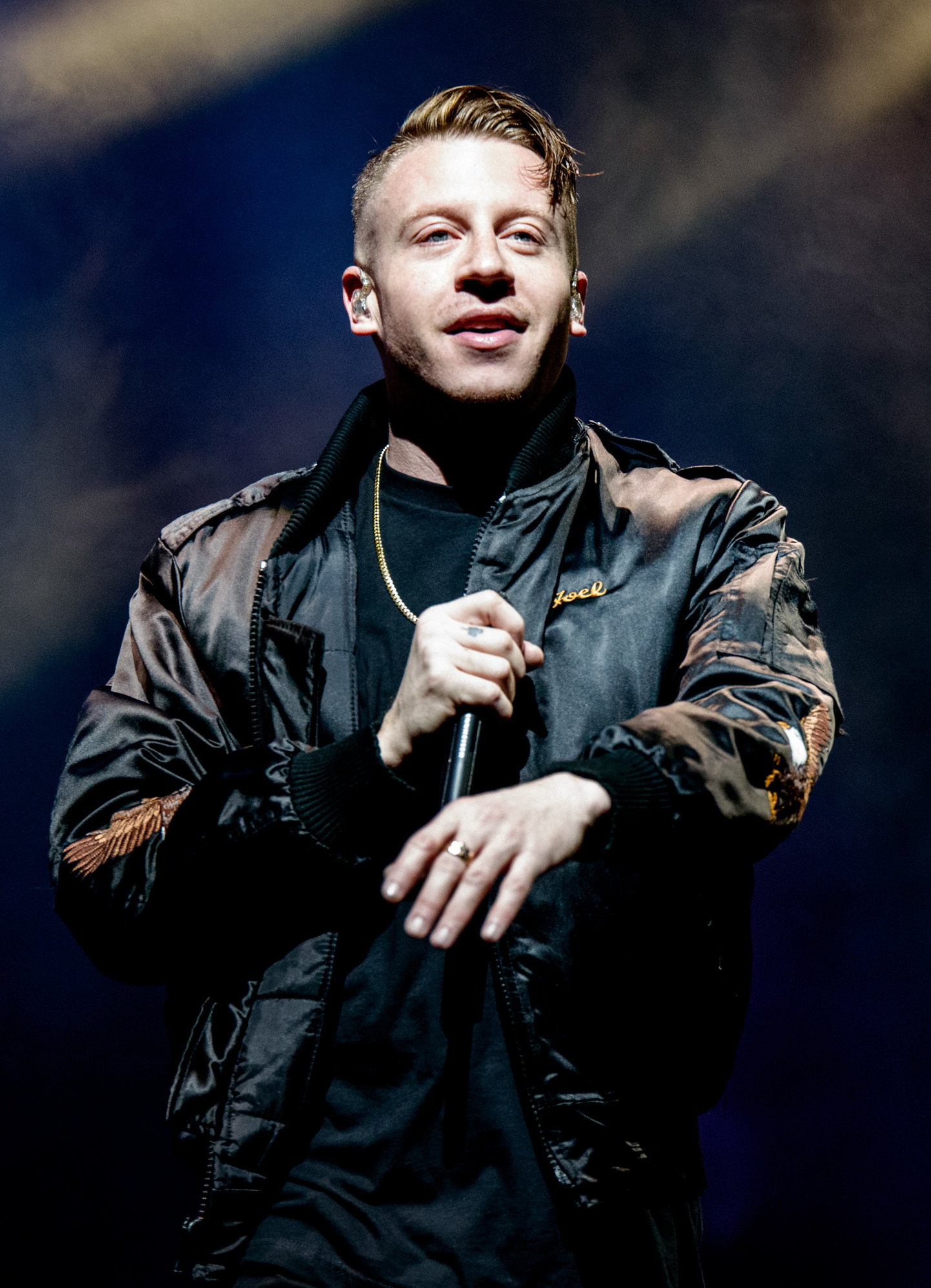
Macklemore (2016)

Macklemore [ˈmæk.ləˌmɔːɹ] (* 19. Juni 1983 in Seattle, Washington; bürgerlich Benjamin „Ben“ Hammond Haggerty) ist ein US-amerikanischer Rapper aus Seattle. Bekannt wurde er ab 2011 als eine Hälfte des Duos Macklemore & Ryan Lewis. Später setzte er seine Karriere solo fort.

## Leben
Haggerty wuchs in Capitol Hill (einem Stadtteil von Seattle) auf und ging dort zuerst auf die Garfield High School und später auf die Nathan Hale High School. Auf dem Evergreen State College erlangte er seinen Bachelorabschluss, bevor er einen Job in einem Jugendgefängnis annahm. Dort nahm er an einem Programm namens „Gateways“ teil, das sich auf Rap konzentrierte.
Im Jahr 2000 nahm Haggerty die EP Open Your Eyes als „Professor Macklemore“ auf und veröffentlichte sie im Selbstverlag. 2005 löschte er den Professorentitel aus seinem Künstlernamen und veröffentlichte sein erstes Album mit dem Titel The Language of My World.
Er verfiel in der Folgezeit dem Drogenkonsum. Neben Marihuana konsumierte er Purple drank, eine unter Rappern weitverbreitete Partydroge, die ein Gemisch aus Dextromethorphan- oder codeinhaltigem Hustensaft, Promethazin und kohlensäurehaltiger Limonade ist. Dies nannte er als Grund für seinen „Mangel an Produktivität“ in diesen Jahren. Nach einer Begegnung mit Ryan Lewis nahm er mit diesem als Produzenten das Unplanned Mixtape auf und brachte es im September 2009 heraus. Songs wie The Town und And We Danced wurden bekannt. Die Zeit und Erfahrungen des Drogenkonsums (sechs seiner Freunde starben an Überdosen) verarbeitete er im Song Otherside; der Titel stammt aus der VS. EP und erhielt insgesamt gute Kritiken.
Die EP war die erste Veröffentlichung von Haggerty und dem Produzenten unter dem gemeinsamen Namen Macklemore & Ryan Lewis. 2011 hatten sie mit dem Nummer-1-Hit Can’t Hold Us ihren gemeinsamen Durchbruch. Kurz darauf kam auch die wiederveröffentlichte Solosingle And We Danced in einigen europäischen Ländern wie Österreich und der Schweiz in die Charts. Bis 2016 waren sie aber vor allem als Duo erfolgreich. Das Soloalbum Love Not War von 2015 fand trotz Beteiligung von Lewis wenig Beachtung, ebenso wie seine Gastbeiträge bei anderen Interpreten.
Im Januar 2013 verlobte Haggerty sich mit seiner Freundin Tricia Davis, mit der er bereits seit sieben Jahren zusammen war. Am 29. Mai 2015 bekamen sie eine Tochter. Davis und Haggerty heirateten am 27. Juni 2015.

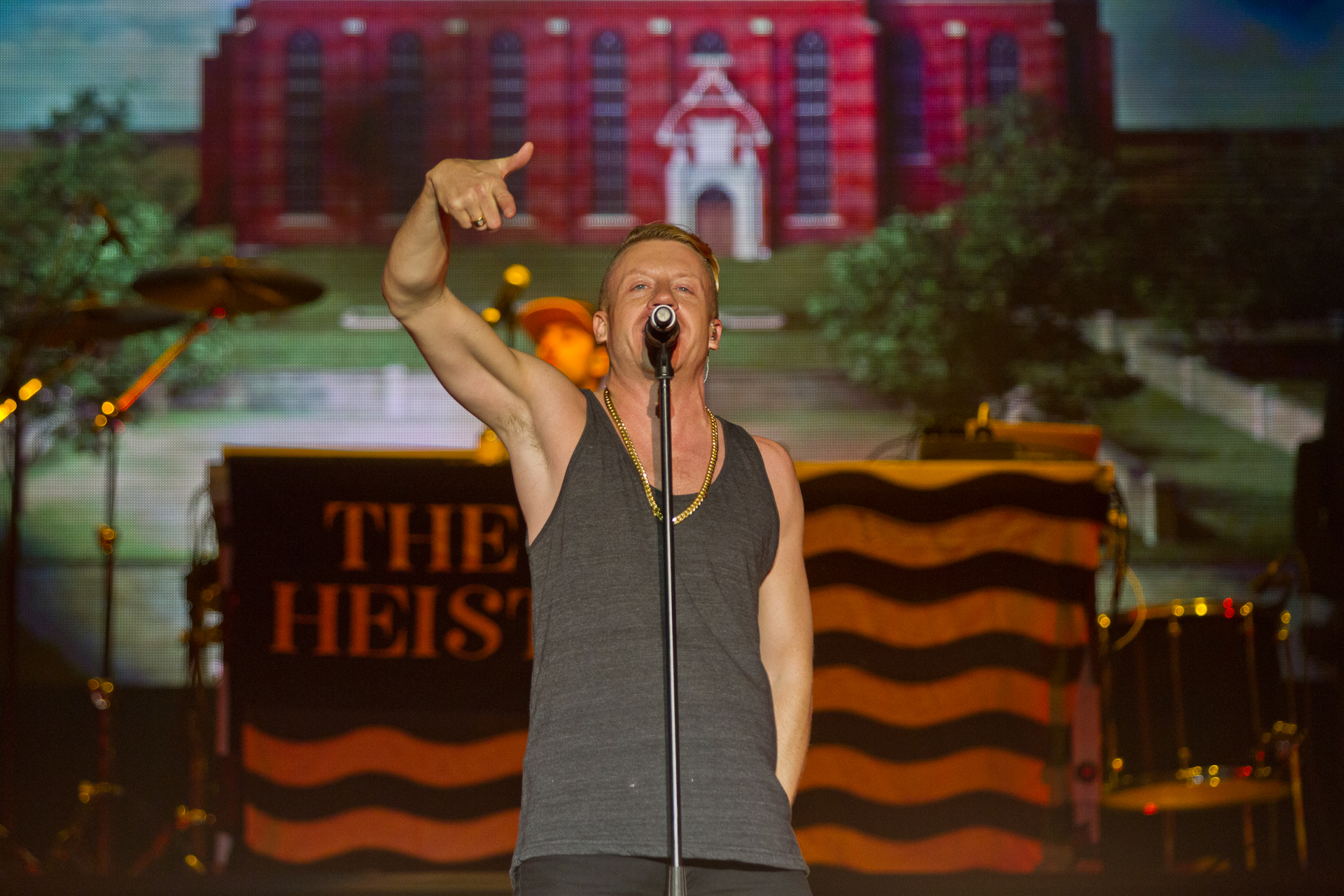
Macklemore auf dem Southside Festival 2014

Anfang Oktober 2016 trat Macklemore in der MTV-Dokumentation Prescription for Change – Ending America’s Opioid Crisis auf, die er zusammen mit Präsident Obama produzierte. In der Dokumentation wird die Opioidkrise in den Vereinigten Staaten thematisiert, der Macklemore selbst fast zum Opfer fiel. Dazu wurde der Song Drug Dealer veröffentlicht, in dem er die Ärzte hart kritisiert und auch seine eigene Sucht thematisiert. Am 27. Oktober wurde auch ein emotionales Musikvideo veröffentlicht, das die harte Realität der Medikamentenabhängigkeit zeigt.
Im Juni 2017 veröffentlichte er die Single Glorious mit Skylar Grey als Gast. Es war das erste Mal seit 2011, dass Macklemore wieder einen Charthit ohne Ryan Lewis hatte. Good Old Days mit Kesha als Sängerin war ein weiterer internationaler Erfolg und die Vorabsingle zum Soloalbum Gemini, das am 22. September 2017 erschien. Das Album knüpfte an die Erfolge mit Lewis an, es erreichte Platz 2 in den US-Charts und Top-10-Platzierungen in Europa. Anfang 2018 war er am Hit These Days von Rudimental beteiligt. Das Lied erreichte Platz 1 in Großbritannien.
Am 16. März 2018 kam seine zweite gemeinsame Tochter mit Ehefrau Tricia Davis auf die Welt. Das dritte Kind wurde im Juli 2021 geboren.

## Antisemitismusvorfälle
2014 geriet Macklemore in die Kritik wegen eines an antisemitische Stereotype erinnernden Kostüms mit einer schwarzen Lockenperücke, einem schwarzen Bart und einer Plastik-Hakennase, die im Handel unter dem Namen „Fagin“ erhältlich war, des jüdischen Bösewichts in Charles Dickens‘ Roman „Oliver Twist“. Macklemore entschuldigte sich mit der Erklärung, er habe eine Hexennase verwendet und keine antisemitischen Klischees darzustellen beabsichtigt.
Im November 2023 bezeichnete Macklemore in einer Ansprache auf einer pro-palästinensischen Kundgebung in Washington, D.C. das Vorgehen der israelischen Regierung in Gaza als „Genozid“, ohne den Terrorangriff der Hamas auf Israel 2023 und die Geiselnahmen der Hamas während des Terrorangriffs auf Israel 2023 zu erwähnen, die den Krieg in Israel und Gaza ausgelöst hatten. In den Songs Hinds Hall und Hinds Hall 2, die Macklemore im Mai und September 2024 veröffentlichte, wird die israelische Regierung der „Apartheid“ und erneut eines „Genozids“ bezichtigt. In seinem 2024 veröffentlichten Musikvideo „f*ucked up“ zeigt Macklemore neben dem ikonisch gewordenen Foto eines Jungen mit erhobenen Armen im Warschauer Ghetto das Foto eines palästinensischen Jungen mit erhobenen Armen in Dschenin im Westjordanland. Mit dieser Gleichsetzung des Krieges in Gaza mit dem Holocaust relativiere und verharmlose er den historisch singulären Völkermord an den europäischen Juden durch NS-Deutschland, so der Schweizerische Israelitische Gemeindebund (SIG).
Zahlreiche Experten zeigen diese und weitere antisemitische Stereotype, israelbezogene Antisemitismen und Holocaustrelativierungen bei Macklemore auf. So erklärte etwa der Antisemitismusbeauftragte der deutschen Bundesregierung, Felix Klein, dass Macklemores Liedtexte und die Bildsprache seiner Videos „offensichtlich und völlig unzweideutig“ antisemitische Hetze enthalten und dass sich Macklemore nahezu aller Formen des Judenhasses bedient, vom israelbezogenen Antisemitismus über die Verschwörungsideen von angeblicher jüdischer Machtausübung gegen andere oder jüdischer Kontrolle der Medien bis hin zur Relativierung der Schoah. Dem solle in Deutschland keine Bühne geboten werden.

## Diskografie
Für Veröffentlichungen zusammen mit Ryan Lewis siehe Macklemore & Ryan Lewis/Diskografie.

Studioalben

| Jahr | Titel Musiklabel                      | Höchstplatzierung, Gesamtwochen, AuszeichnungChartplatzierungen (Jahr, Titel, Musiklabel, Platzierungen, Wochen, Auszeichnungen, Anmerkungen) | Höchstplatzierung, Gesamtwochen, AuszeichnungChartplatzierungen (Jahr, Titel, Musiklabel, Platzierungen, Wochen, Auszeichnungen, Anmerkungen) | Höchstplatzierung, Gesamtwochen, AuszeichnungChartplatzierungen (Jahr, Titel, Musiklabel, Platzierungen, Wochen, Auszeichnungen, Anmerkungen) | Höchstplatzierung, Gesamtwochen, AuszeichnungChartplatzierungen (Jahr, Titel, Musiklabel, Platzierungen, Wochen, Auszeichnungen, Anmerkungen) | Höchstplatzierung, Gesamtwochen, AuszeichnungChartplatzierungen (Jahr, Titel, Musiklabel, Platzierungen, Wochen, Auszeichnungen, Anmerkungen) | Anmerkungen                              |
| Jahr | Titel Musiklabel                      | DE | AT | CH | UK | US | Anmerkungen                              |
| ---- | ------------------------------------- | --- | --- | --- | --- | --- | ---------------------------------------- |
| 2005 | The Language of My World Ben Haggerty | — | — | — | — | — | Erstveröffentlichung: 10. Oktober 2005   |
| 2017 | Gemini Bendo                          | DE10 (5 Wo.)DE | AT6 (6 Wo.)AT | CH3 (6 Wo.)CH | UK13 (3 Wo.)UK | US2 Platin · (39 Wo.)US | Erstveröffentlichung: 22. September 2017 |
| 2023 | Ben Bendo                             | DE37 (1 Wo.)DE | AT17 (2 Wo.)AT | CH17 (2 Wo.)CH | — | US18 (1 Wo.)US | Erstveröffentlichung: 3. März 2023       |